# Jaime de Armiñán
Jaime de Armiñán   (Madrid, 9 de març de 1927 - Madrid, 9 d'abril de 2024) va ser un escriptor, novel·lista, autor teatral, director i guionista cinematogràfic i televisiu espanyol. Guardonat amb el Goya d'Honor de l'Acadèmia de Cinema d'Espanya el 2014.

## Biografia
Va néixer en el si d'una família d'artistes, polítics i escriptors. La seva àvia i la seva mare eren respectivament les actrius Carmen Cobeña i Carmita Oliver; el seu avi el dramaturg i escultor Federico Oliver i el seu pare el periodista i governador civil Luis de Armiñán. Es llicencia en Dret en la Universitat Complutense de Madrid. Els seus primers passos al món de l'art es remunten a la seva labor com a articulista en publicacions com Fotos i Dígame, alhora que les seves incursions en el camp del drama teatral el porten a escriure Eva sin manzana (1953), Sinfonía acabada (1955) o Nuestro fantasma (1956).
Es va educar al Colegio Estudio, hereu de la Institució Lliure d'Ensenyament, fundat per Ángeles Gasset, Jimena Menéndez Pidal i Carmen García del Diestro.
Va començar al món de la televisió des de les seves primeres emissions en 1957, sent un dels principals responsables de programes de ficció durant gairebé dues dècades. També escriu guions per al cinema sobretot amb el director José María Forqué, col·laborant en La becerrada (1962) o Yo he visto la muerte (1965).
A la fi de la dècada de la dècada del 1960, Jaime de Armiñán debuta com a director cinematogràfic amb Carola de día, Carola de noche (1969), i va consolidant el seu propi estil fins a estrenar Mi querida señorita (1971), pel·lícula escrita al costat de José Luis Borau, amb la qual va aconseguir la candidatura en els Oscars de Hollywood. La pel·lícula aborda la temàtica de l'amor heterodox i les vides marginals, elements comuns al llarg de la seva filmografia que es repetiran en pel·lícules com El amor del capitán Brando (1974), Al servicio de la mujer española (1978), El Nido (1980) —novament designada per a l'Oscar— o Stico (1984), pel·lícula en què es planteja el conflicte d'un catedràtic de Dret Romà que, incapaç de viure amb certa autonomia la seva vida diària, s'ofereix com a esclau a un dels seus pitjors alumnes.
A la fi de la dècada del 1980, torna a la televisió amb sèries tan populars i reeixides com Juncal (1988) i Una gloria nacional (1992), interpretades per Francisco Rabal. Després de rodar Al otro lado del túnel (1994), que va significar el comiat del cinema de Fernando Rey, i El palomo cojo (1995), va tornar a la direcció en 2008 amb 14, Fabian Road, que van protagonitzar Julieta Cardinali, Ana Torrent i Ángela Molina i que amb prou feines va tenir recorregut comercial. Va continuar la seva tasca com articulista, principalment als diaris ABC i El Mundo.
Es va casar el 1956 amb Elena Santonja, amb la que va tenir tres fills. Els seus fills Álvaro (1959) i Eduardo de Armiñán (1962) també són professionals de la direcció en cinema i televisió.

## Filmografia
| Any  | Pel·lícula                                      | Director            |
| ---- | ----------------------------------------------- | ------------------- |
| 2008 | 14, Fabian Road (DG)                            | Jaime de Armiñan    |
| 1995 | El palomo cojo (DG)                             | Jaime de Armiñan    |
| 1992 | Al otro lado del túnel (DG)                     | Jaime de Armiñan    |
| 1991 | El día que nací yo (G)                          | Pedro Olea          |
| 1989 | Juncal Sèrie TV (DG)                            | Jaime de Armiñan    |
| 1987 | Mi general (DG)                                 | Jaime de Armiñan    |
| 1985 | La hora bruja (D)                               | Jaime de Armiñan    |
| 1984 | Stico (D)                                       | Jaime de Armiñan    |
| 1981 | En septiembre (DG)                              | Jaime de Armiñan    |
| 1980 | El Nido (DG)                                    | Jaime de Armiñan    |
| 1978 | Al servicio de la mujer española (DG)           | Jaime de Armiñan    |
| 1977 | Nunca es tarde (DG)                             | Jaime de Armiñan    |
| 1976 | El bengador Gusticiero y su pastelera madre (G) | Antonio Fraguas     |
| 1975 | Jo, papá (DG)                                   | Jaime de Armiñan    |
| 1974 | El amor del capitán Brando (DG)                 | Jaime de Armiñan    |
| 1973 | Un casto varón español (D)                      | Jaime de Armiñan    |
| 1972 | Mi querida señorita (DG)                        | Jaime de Armiñan    |
| 1970 | La Lola, dicen que no vive sola (D)             | Jaime de Armiñan    |
| 1969 | Carola de día, Carola de noche (G)              | Jaime de Armiñan    |
| 1968 | Solos los dos (G)                               | Luis Lucia Mingarro |
| 1967 | Un diablo bajo la almohada (G)                  | José María Forqué   |
| 1967 | Yo he visto a la muerte (G)                     | José María Forqué   |
| 1965 | Whisky y vodka (G)                              | Fernando Palacios   |
| 1964 | La muerte viaja demasiado (G)                   | José María Forqué   |
| 1964 | Piso de solteros (G)                            | Alfonso Balcázar    |
| 1964 | Tengo 17 Años(G)                                | José María Forqué   |
| 1964 | Playa de Formentor (G)                          | Germán Llorente     |
| 1963 | El juego de la verdad (G)                       | José María Forqué   |
| 1963 | La becerrada (G)                                | José María Forqué   |
| 1962 | El secreto de Mónica (G)                        | José María Forqué   |

(D) — Director; (G) — Guionista; (DG) — Director i guionista

## Trajectòria en televisió
- Érase una vez... (1959), primer espai infantil de TVE
- Cuentos para mayores (1959)
- Gran parada (1959)
- El secreto del éxito (1959)
- Galería de maridos (1959)
- Cuando ellas veranean (1960)
- Galería de esposas (1960)
- Una pareja cualquiera (1961)
- El personaje y su mundo (1961)
- Mujeres solas (1961)
- Chicas en la ciudad (1961)
- La pata del conejo (1962)
- Trío de damas (1962–1963)
- Día a día (1962)
- El hombre, ese conocido (1963)
- Confidencias (1963–1965)
- Tiempo y hora (1965–1966)
- Del dicho al hecho (1971)
- Las doce caras de Juan (1967)
- Historia de la frivolidad (1968)
- Fábulas (1968)
- Del dicho al hecho (1971)
- Las doce caras de Eva (1971–1972)
- Tres eran tres (1972–1973)
- Suspiros de España (1974)
- Ramón y Cajal: Historia de una voluntad (1982)
- Cuentos imposibles (1984)
- Juncal (1989)
- Una gloria nacional (1992).

## Obra literària
- Biografía del circo, Jaime de Armiñán, Logroño, 2014. Pepitas de calabaza. ISBN 978-84-15862-27-7